# Veronica Lario
Veronica Lario es el nombre artístico de Miriam Raffaella Bartolini, (Bolonia, 19 de julio de 1956) es una actrìz italiana conocida por haber sido la mujer del antiguo Presidente del Consejo Italiano Silvio Berlusconi. En mayo de 2009, decidió separarse de Berlusconi, proceso que terminó en 2011 tras 21 años de matrimonio.
Veronica es una socia importante del periódico Il Foglio dirigido por Giuliano Ferrara.

## Cìne y teatro
Lario hizo su debut en el mundo del espectáculo en 1979 apareciendo en dos dramas de televisión, Bel Ami (título en francés de Bello Amigo) de Sandro Bolchi y en La vedova e il piedipiatti (La viuda y el policía) de Mario Landi. En noviembre de ese mismo año Enrico Maria Salerno la llama para hacer la parte protagonista en la comedia teatral Il magnifico cornuto (El magnífico cornudo) de Fernand Crommelynck.
En 1982 actúa en su primera película, Tenebre (Tinieblas), de Dario Argento, película de terror en donde interpreta una mujer que cuida de su madre enferma pero es asesinada. La película tiene una escena famosa donde el asesino le corta una mano con un hacha. Curiosamente, la película fue llevada a la televisión por el grupo dirigido por el mismo Dario Argento: Mediaset, pero que decidió censurar la escena de la mano, alegando que el contenido de la escena no era apto para el público en general. Todo esto fue el tema de una entrevista concedida al canal Roma T9.
Dos años después Lario trabajó junto a Enrico Montesano en la película Sotto... sotto... strapazzato da anomala passione de Lina Wertmüller. Después de irse a vivir con Silvio Berlusconi, Veronica se tomó una pausa y dejó de actuar.

## Familia
Miriam Raffaella Bartolini es hija de Flora Bartolini. Aparece registrada tan solo con el apellido de su madre, pues su padre, casado con otra persona, nunca quiso reconocerla. El abuelo materno de Miriam, Raffaele Bartolini, fue un carretero nacido en 1907 y asesinado por los nazis en 1944 junto con otros 14 italianos en la masacre del Rio Conco di Vizzano, municipio de Sasso Marconi.
Durante la representación de Il magnifico cornuto en el Teatro Manzoni de Milán, en 1980, obra en la que Veronica aparece desnuda, se encontró al final de la presentación con Silvio Berlusconi, dueño del teatro, que quería conocerla. Inmediatamente se embarcó en una relación secreta con él y se fue a vivir cerca de la sede de la empresa Fininvest, por la calle Rovani de Milán. El 8 de octubre de 1985, después que Berlusconi se divorciara de su primera mujer, Verónica se fue a vivir con Silvio, para luego casarse el 15 de diciembre de 1990. Con él tuvo tres hijos: Bárbara (1984), Eleonora (1986) y Luigi (1988).
Antes del nacimiento de la hija mayor, Bárbara, en 1982, tuvo un aborto tardío a los siete meses de embarazo, debido a ciertas anomalías severas en el feto descubiertas en el quinto mes de gestación.
A pesar de que era la esposa de un primer ministro, evitó presentarse en eventos públicos, y rara vez acompañó a su marido en reuniones oficiales.
En 2002 ciertos diarios sensacionalistas sugirieron que Lario mantenía una relación con Massimo Cacciari, alcalde de Venecia, quien lo negó todo. Más tarde y en varias ocasiones, Berlusconi bromeó públicamente con respecto a este tema.

## Filmografía
- La vedova e il piedipiatti, dirigida por Mario Landi (1979) drama de TV.
- Bel Ami, dirigida por Sandro Bolchi (1979) drama de TV.
- La mano indemoniata, dirigida por Marcello Aliprandi (1980) película para televisión.
- Tenebrae, dirigida por Dario Argento (1982).
- Sotto... sotto... strapazzato da anomala passione, dirigida por Lina Wertmuller (1984).